# Tabaroa caatingicola
Tabaroa caatingicola es una especie de legumbre que es originaria de la  Caatinga del Estado de Bahia, Brasil. Es el único miembro del género Tabaroa.

## Taxonomía
Tabaroa caatingicola fue descrita por L.P.Queiroz, G.P.Lewis & M.F.Wojc. y publicado en Kew Bulletin 65(2): 193, 197–201, f. 5A–J, 6A–Y. 2010.